# Narcissus
Narcissus es un género de la familia Amaryllidaceae originario de la cuenca mediterránea y Europa. Comprende numerosas especies bulbosas, la mayoría con floración primaveral, aunque hay algunas especies que florecen en el otoño. En español, se le conoce como flor pato o narciso (aunque este término sea menos común). La mayoría de sus especies son nativas de la región mediterránea, pero unas cuantas especies se encuentran a lo largo de Asia Central y China. La cantidad de formas cultivadas han aumentado en gran medida con nuevas variaciones en los viveros de cultivo prácticamente cada año.
Los relatos históricos sugieren que los narcisos se han cultivado desde la antigüedad, pero se hicieron cada vez más populares en Europa después del siglo XVI y a finales del siglo XIX eran un importante cultivo comercial centrado principalmente en los Países Bajos. Hoy en día, los narcisos son populares como flor cortada y como planta ornamental en jardines privados y públicos. La larga historia de la cría ha dado lugar a miles de cultivares diferentes. Para fines hortícolas, los narcisos se clasifican en divisiones, que abarcan una amplia gama de formas y colores. Al igual que otros miembros de su familia, los narcisos producen diversos alcaloides, que proporcionan cierta protección a la planta, pero pueden ser venenosos si se ingieren accidentalmente. Esta propiedad se ha explotado con fines medicinales en la medicina tradicional y ha dado lugar a la producción de galantamina para el tratamiento de la demencia de Alzheimer. Los narcisos, célebres desde hace mucho tiempo en el arte y la literatura, se asocian a diversos temas en distintas culturas, desde la muerte hasta la buena fortuna, pasando por ser símbolos de la primavera.

## Descripción
Flores en umbela o solitarias, con una espata membranosa de una sola bráctea. Perianto con tubo generalmente muy desarrollado. Corona normalmente bien desarrollada. Estambres insertos en el tubo del periantio o en la base de la corona. Anteras medifijas, introrsas.
Los narcisos son plantas bulbosas, con hojas y escapo basales. Las flores, solitarias o en grupos, poseen seis tépalos petaloides. Los estambres, en número de seis, están insertados en el tubo del perigonio. Los frutos son cápsulas trilobuladas que contienen generalmente numerosas tripas.

### General
Narcissus es un género de plantas perennes bulbosas herbáceas, que mueren después de la floración a un bulbo de almacenamiento subterráneo. Al año siguiente vuelven a crecer a partir de bulbos ovoides de piel marrón con cuellos pronunciados, y alcanzan alturas de 5-80 centímetros (2-31,5 plg) dependiendo de la especie. Las especies enanas como N. asturiensis tienen una altura máxima de 5-8 centímetros (2-3,1 plg), mientras que Narcissus tazetta puede llegar a crecer hasta 80 centímetros (31,5 plg).
Las plantas son escaposas, tienen un tallo con una única flor central sin hojas y hueca. Del bulbo surgen varias hojas verdes o verde-azuladas, estrechas y en forma de tira. El tallo de la planta suele llevar una flor solitaria, pero ocasionalmente un racimo de flores (umbela). Las flores, que suelen ser conspicuas y blancas o amarillas, a veces ambas o raramente verdes, constan de un perianto de tres partes. Lo más cercano al tallo (proximal) es un tubo floral sobre el ovario, luego un anillo exterior compuesto por seis tépaloss (sépalos y pétalos indiferenciados), y una corona central con forma de disco a cónica. Las flores pueden ser colgantes o erectas. Hay seis estambres portadores de polen que rodean un estilo central. El ovario es inferior (debajo de las partes florales) y consta de tres cámaras (trilocular). El fruto consiste en una cápsula seca que se divide (dehiscencia) liberando numerosas semillas negras.
El bulbo permanece latente después de que las hojas y el tallo floral mueren y tiene raíces contráctiles que lo hunden aún más en el suelo. El tallo floral y las hojas se forman en el bulbo, para emerger la temporada siguiente. La mayoría de las especies están inactivas desde el verano hasta finales del invierno, floreciendo en primavera, aunque unas pocas especies florecen en otoño.

### Específico

#### Vegetativo
Bulbos :
Los bulbos ovoides de piel marrón pálido tienen una túnica membranosa y una placa de tallo (base o basal) corchosa de la que surgen las raíces adventicias en un anillo alrededor del borde, que crece hasta 40 mm de longitud. Encima de la placa del tallo se encuentra el órgano de almacenamiento formado por las escamas del bulbo, que rodean el pedúnculo floral anterior y la yema terminal. Las escamas son de dos tipos, verdaderos órganos de almacenamiento y las bases de las hojas de follaje. Éstas tienen una punta más gruesa y una cicatriz de donde se desprendió la lámina foliar. La escama foliar más interna es semicircular y sólo envuelve parcialmente el tallo floral (semiescudo) (véase la figura 1.3 de Hanks). El bulbo puede contener varias unidades de bulbo ramificadas, cada una con dos o tres escamas verdaderas y dos o tres bases foliares. Cada unidad de bulbo tiene una vida de unos cuatro años.
Una vez que las hojas mueren en verano, las raíces también se marchitan. Al cabo de unos años, las raíces se acortan y los bulbos se hunden más en la tierra (raíces contráctiles). Los bulbos se desarrollan desde el interior, empujando hacia fuera las capas más viejas, que se vuelven marrones y secas, formando una cáscara exterior, la túnica o piel. En algunas especies silvestres se han contado hasta 60 capas. Mientras la planta parece inactiva sobre el suelo, el tallo floral, que empezará a crecer en la primavera siguiente, se desarrolla dentro del bulbo rodeado por dos o tres hojas caducas y sus vainas. El tallo floral se encuentra en la axila de la segunda hoja verdadera.
Tallos :
El único tallo o escapo, que aparece desde principios hasta finales de la primavera dependiendo de la especie, lleva de 1 a 20 flores. La forma del tallo depende de la especie, algunos están muy comprimidos con una costura visible, mientras que otros son redondeados. Los tallos son erguidos y están situados en el centro de las hojas. En unas pocas especies como N. hedraeanthus' el tallo es oblicuo (asimétrico). El tallo es hueco en la parte superior, pero hacia el bulbo es más sólido y está relleno de un material esponjoso.
Hojas :
Las plantas de Narcissus tienen de una a varias hojas basales' que son lineares, liguladas o en forma de tira (largas y estrechas), a veces caneladas. adaxialmente a semiterete, y pueden (pediceladas) o no (sésiles) tener un pecíolo. Las hojas son planas y anchas a cilíndricas en la base y surgen del bulbo. La planta emergente tiene generalmente dos hojas, pero la planta madura suele tener tres, raramente cuatro, y están cubiertas de una cutina que contiene cutícula, lo que les da un aspecto ceroso. El color de las hojas es de verde claro a verde azulado. En la planta madura, las hojas se extienden más altas que el tallo floral, pero en algunas especies, las hojas cuelgan bajas. La base de la hoja está envuelta en una vaina incolora. Después de la floración, las hojas se vuelven amarillas y mueren una vez que la vaina de semillas (fruto) está madura.
Los junquillos suelen tener hojas redondas de color verde oscuro, parecidas a juncos.

#### Reproductivo
Inflorescencia :
La inflorescencia es escamosa, el único tallo o escapo que lleva una flor solitaria o forma una umbela con hasta 20 flores. Las especies que llevan una flor solitaria incluyen la sección Bulbocodium y la mayoría de la sección Pseudonarcissus. Las especies umbeladas tienen una racemosa carnosa. inflorescencia carnosa (no ramificada, con tallos florales cortos) con 2 a 15 o 20 flores, como N. papyraceus (ver ilustración, izquierda) y N. tazetta] (véase Tabla I). La disposición de las flores en la inflorescencia puede ser con (pedicelado) o sin (sésil) tallos florales.
Antes de abrirse, los botones florales están envueltos y protegidos en una espata delgada y seca de papel o membranosa (scariosa). La espata consiste en una bráctea singular que es estriada, y que permanece envuelta alrededor de la base de la flor abierta. A medida que el capullo crece, la espata se divide longitudinalmente. Las bracteolas son pequeñas o están ausentes.
Flores :
Las flores de Narcissus' son hermafroditas (bisexuales), tienen tres partes (tripartitas), y a veces son fragantes. La simetría de la flor es actinomorfa (radial) a ligeramente zigomorfa (bilateral) debido a los estambres declinados-ascendentes (curvados hacia abajo, luego doblados hacia arriba en la punta). Las flores de los Narcissus se caracterizan por su corona (trompeta), normalmente conspicua.
Las tres partes florales principales (en todas las especies excepto N. cavanillesii en la que la corona está prácticamente ausente - Tabla I: Sección Tapeinanthus) son;
- (i) el tubo floral proximal (hipanto),
- (ii) los tépalos libres circundantes, y
- (iii) la corona más distal (paraperigon, paraperigonium).

Las tres partes pueden considerarse componentes del perianto (perigon, perigonium). El perianto surge por encima del ápice del ovario inferior, su base forma el tubo floral hipantial.
El tubo floral está formado por la fusión de los segmentos basales de los tépalos (proximalmente connados). Su forma es de cono invertido (obcónico) a embudo (funneliforme) o cilíndrico, y está coronado por la corona más distal. Los tubos florales pueden variar desde largos y estrechos en las secciones Apodanthi y Jonquilla hasta rudimentarios (N. cavanillesii).
Rodeando el tubo floral y la corona y reflejados (doblados hacia atrás) del resto del perianto están los seis tépalos extendidos u hojas florales, en dos verticilos que pueden ser distalmente ascendentes, reflejados (doblados hacia atrás) o lanceolados. Como muchas monocotiledóneas, el perianto es homoclamídeo, es decir, no está diferenciado en cáliz (sépalos) y corola (pétalos) separados, sino que tiene seis tépalos. Los tres segmentos exteriores de los tépalos pueden considerarse sépalos y los tres segmentos interiores pétalos. El punto de transición entre el tubo floral y la corona está marcado por la inserción de los tépalos libres en el perianto fusionado.
La corona, o paracorola, tiene forma de campana (funneliforme, trompeta), de cuenco (cupular, crateriforme, en forma de copa) o de disco con márgenes a menudo estriados, y está libre de los estambres. En raras ocasiones, la corona es un simple anillo calloso (endurecido, engrosado). La corona se forma durante el desarrollo floral como una excrecencia tubular de los estambres que se fusionan en una estructura tubular, reduciéndose las anteras. En su base se forman las fragancias que atraen a los polinizadores. Todas las especies producen néctar en la parte superior del ovario. La morfología coronal varía desde el diminuto disco pigmentado de N. serotinus (véase Tabla I) o la estructura rudimentaria en N. cavanillesii a las trompetas alargadas de la sección Pseudonarcissus (narcisos trompeta, Tabla I).
Aunque el perianto puede apuntar hacia delante, en algunas especies como N. cyclamineus está doblado hacia atrás (reflejado, véase la ilustración, a la izquierda), mientras que en otras especies como N. bulbocodium (Tabla I), está reducido a unos pocos segmentos puntiagudos apenas visibles con una corona prominente.
El color del perianto es blanco, amarillo o bicolor, con excepción del N. viridiflorus de floración nocturna, que es verde. Además, la corona de N. poeticus tiene un margen crenulado rojo (véase Tabla I). El diámetro de la flor varía de 12 mm (N. bulbocodium) a más de 125 mm (N. nobilis=N. pseudonarcissus subsp. nobilis).
La orientación de las flores varía de colgante o deflexionada (colgando hacia abajo) como en N. triandrus (ver ilustración, izquierda), a declinada-ascendente como en N. alpestris = N. pseudonarcissus subsp. moschatus, horizontal (patente, extendida) como en N. gaditanus o N. poeticus', erecta como en N. cavanillesii, N. serotinus y N. rupicola (Tabla I), o intermedia entre estas posiciones (erecto-patente).
Las flores de Narcissus muestran una excepcional diversidad floral y polimorfismo sexual, principalmente por el tamaño de la corona y la longitud del tubo floral, asociados con grupos de polinizadores (véanse por ejemplo las Figs. 1 y 2 en Graham y Barrett). Barrett y Harder (2005) describen tres patrones florales distintos;
- Forma "narciso
- Forma "Paperwhite
- Forma "Triandrus".

Los patrones predominantes son las formas "narciso" y "blanco papel", mientras que la forma "triándrica" es menos común. Cada una corresponde a un grupo diferente de polinizadores (Véase Polinización).
La forma "narciso", que incluye las secciones Pseudonarcissus y Bulbocodium, tiene un tubo relativamente corto, ancho o muy funneliforme (en forma de embudo), que se gradúa en una corona alargada, que es grande y funneliforme, formando un perianto ancho, cilíndrico o en forma de trompeta. La sección Pseudonarcissus consta de flores relativamente grandes con una corola de unos 50 mm de longitud, generalmente solitarias pero raramente en inflorescencias de 2-4 flores. Tienen anchos tubos florales verdosos con coronas en forma de embudo de color amarillo brillante. Los seis tépalos a veces difieren en color de la corona y pueden ser de color crema a amarillo pálido.
La forma "paperwhite", que incluye las secciones Jonquilla, Apodanthi y Narcissus, tiene un tubo relativamente largo y estrecho y una corona corta, poco profunda y acampanada. La flor es horizontal y perfumada.
La forma "triandrus" sólo se encuentra en dos especies, N. albimarginatus (endémica de Marruecos) y N. triandrus. Combina características de las formas "narciso" y "blanco como el papel", con un tubo bien desarrollado, largo y estrecho y una corona extendida en forma de campana de casi la misma longitud. Las flores son colgantes.
Estambre :
Hay seis estambres en una o dos filas (whorls), con los filamentos separados de la corona, unidos en la garganta o base del tubo (epipétalos), a menudo de dos longitudes separadas, rectos o declinado-ascendentes (curvándose hacia abajo y luego hacia arriba). Las anteras son basifijas (unidas en su base).
Gineceo
El ovario es inferior (debajo de las partes florales) y trilocular (de tres cámaras) y hay un pistilo con un estigma minúsculo de tres lóbulos y estilo filiforme (como un hilo), que a menudo está exserto (se extiende más allá del tubo).
Fruto :
El fruto consta de loculicida dehiscente cápsulas (divididas entre los lóculos) de forma elipsoide a subglobosa (casi esférica) y de textura entre pastosa y coriácea.
Semillas :
El fruto contiene numerosas semillas subglobosas' que son redondas e hinchadas con una cubierta dura, a veces con un elaiosoma adjunto. La testa es negra y el pericarpio seco.
La mayoría de las especies tienen 12 óvulos y 36 semillas, aunque algunas especies como N. bulbocodium tienen más, hasta un máximo de 60. Las semillas tardan de cinco a seis semanas en madurar. Las semillas de las secciones Jonquilla y Bulbocodium tienen forma de cuña y son de color negro mate, mientras que las de otras secciones son ovadas y de color negro brillante. Una ráfaga de viento o el contacto con un animal que pasa es suficiente para dispersar las semillas maduras.

### Cromosomas
Los números cromosómicos incluyen 2n=14, 22, 26, con numerosos derivados aneuploides y poliploides. El número cromosómico básico es 7, con la excepción de N. tazetta, N. elegans y N. broussonetii' en los que es 10 u 11; este subgénero (Hermione) se caracterizaba de hecho por esta característica. Las especies poliploides incluyen N. papyraceus (4x=22) y N. dubius (6x=50).

### Fitoquímica

#### Alcaloides
Como todos los géneros de Amarylidaceae, Narcissus contiene alcaloides de isoquinolina únicos. El primer alcaloide identificado fue la licorina, procedente de N. pseudonarcissus en 1877. Se consideran una adaptación protectora y se utilizan en la clasificación de las especies. Se han identificado cerca de 100 alcaloides en el género, aproximadamente un tercio de todos los alcaloides conocidos de Amaryllidaceae, aunque no se han analizado todas las especies. De los nueve tipos de alcaloides anillo identificados en la familia, las especies de Narcissus muestran con mayor frecuencia la presencia de alcaloides de los grupos de la licorina (licorina, galantina, pluviina) y la Homolicorina (homolicorina, licorenina). También están representados los alcaloides hemantamina, tazettina, narciclasina, montanina y galantamina. El perfil de alcaloides de cualquier planta varía con el tiempo, la ubicación y la etapa de desarrollo. Narcissus también contienen fructanos y glucomanano de bajo peso molecular en las hojas y los tallos de la planta.

#### Fragrancias
Las fragancias son predominantemente monoterpenos isoprenoides, con una pequeña cantidad de bencenoides, aunque N. jonquilla tiene ambos representados por igual. Otra excepción es N. cuatrecasasii que produce principalmente derivados de ácidos grasos. El precursor básico de los monoterpenos es el pirofosfato de geranilo, y los monoterpenos más comunes son el limoneno, el mirceno y el trans-β-ocimeno. La mayoría de los bencenoides son no metoxilados, mientras que unas pocas especies contienen formas metoxiladas (éteres), p. ej. N. bugei. Otros ingredientes incluyen indol, isopentenoides y cantidades muy pequeñas de sesquiterpenos. Los patrones de fragancia pueden correlacionarse con polinizadores, y se dividen en tres grupos principales (véase Polinización).

## Etimología
El nombre del joven narcisista de la mitología griega Νάρκισσος (Narkissos) hijo del dios río Cephissus y de la ninfa Leiriope; que se distinguía por su belleza.
El nombre deriva de la palabra griega ναρκὰο, narkào (‘narcótico’) y se refiere al olor penetrante y embriagante de las flores de algunas especies (algunos sostienen que la palabra deriva de la palabra persa نرگس y que se pronuncia Nargis, que indica que esta planta es embriagadora).
Los narcisos en Norteamérica se denominan jonquils, pero hablando con propiedad este nombre solo se debe de aplicar a la especie Narcissus jonquilla (L.) Pourr. ex Nyman 1882 (junquillos) y a los taxones parecidos que tienen hojas como los juncos.

## Clasificación hortícola
Aunque conocidos desde tiempos remotos por los horticultores, fue a partir de la segunda mitad del siglo XIX cuando comenzó la selección y la producción masiva de cultivares e híbridos; el número de los producidos actualmente es prácticamente innumerable. En horticultura se clasifican en once grupos que se describen en la siguiente tabla. En algunas publicaciones se suele añadir el grupo doce donde se incluyen los Narcisos que no pueden pertenecer a ninguno de los otros grupos.
| Grupo | Nombre                        | Descripción | Florecimiento                               |
| ----- | ----------------------------- | --- | ------------------------------------------- |
| 1     | Narcisos trompeta             | Flor grande y solitaria. La corona o trompeta es tan larga o más que los tépalos o pétalos externos. | Primavera                                   |
| 2     | Narcisos de copa grande       | De origen cultivado con flor grande y solitaria. La copa mide más de un tercio, pero igual o menor a la longitud del perianto. | Primavera                                   |
| 3     | Narcisos de copa pequeña      | De origen cultivado con flor grande y solitaria. La copa más corta que un tercio de la longitud de los pétalos. | Primavera                                   |
| 4     | Narcisos con flor doble       | De origen cultivado de flor doble con muchos pétalos. Pétalos y copa no se distinguen claramente unos de otros. En cada tallo aparecen una o más flores, a veces aromáticas.                                                               | Primavera                                   |
| 5     | Narcisos triandrus            | De origen cultivado partir de N. triandrus, cuyar características poseen. Proporcionan de dos a seis flores de copa pequeña, cuyos pétalos suelen estar vueltos hacia atrás.                                                               | Primera mitad de la primavera               |
| 6     | Narcisos cyclamineus          | Poseen características muy marcadas del N. cyclamineus. Cada tallo presenta una flor con pétalos claramente girados hacia atrás y con copa generalmente larga.                                                                             | Primavera                                   |
| 7     | Narcisos jonquilla            | Poseen características evidentes del N. jonquilla. los tallos presentan de una a cinco flores aromáticas, con pétalos planos y copas pequeñas giradas hacia fuera.                                                                         | Primavera                                   |
| 8     | Narcisos tazetta              | De origen cultivado con características predominantes del N. tazetta. Los de copa pequeña pueden tener hasta 20 flores por tallo, mientras que los de copa larga solo tres o cuatro. Sus pétalos son planos con flores a menudo fragantes. | Entrada la primavera                        |
| 9     | Narcisos poeticus             | Con características fácilmente reconocibles del N. poeticus. tallos con una sola flor fragante con pétalos blancos y planos. Copa pequeña, anaranjada, abierta y frecuentemente con borde rojo.                                            | Finales de primavera o principios de verano |
| 10    | Especies e híbridos           | Todos los que crecen de forma silvestre. | Primavera                                   |
| 11    | Narcisos de corona escindida. | Copa partida en dos al menos un tercio de su longitud. Tallos con flor única. | Primavera                                   |

## Galería

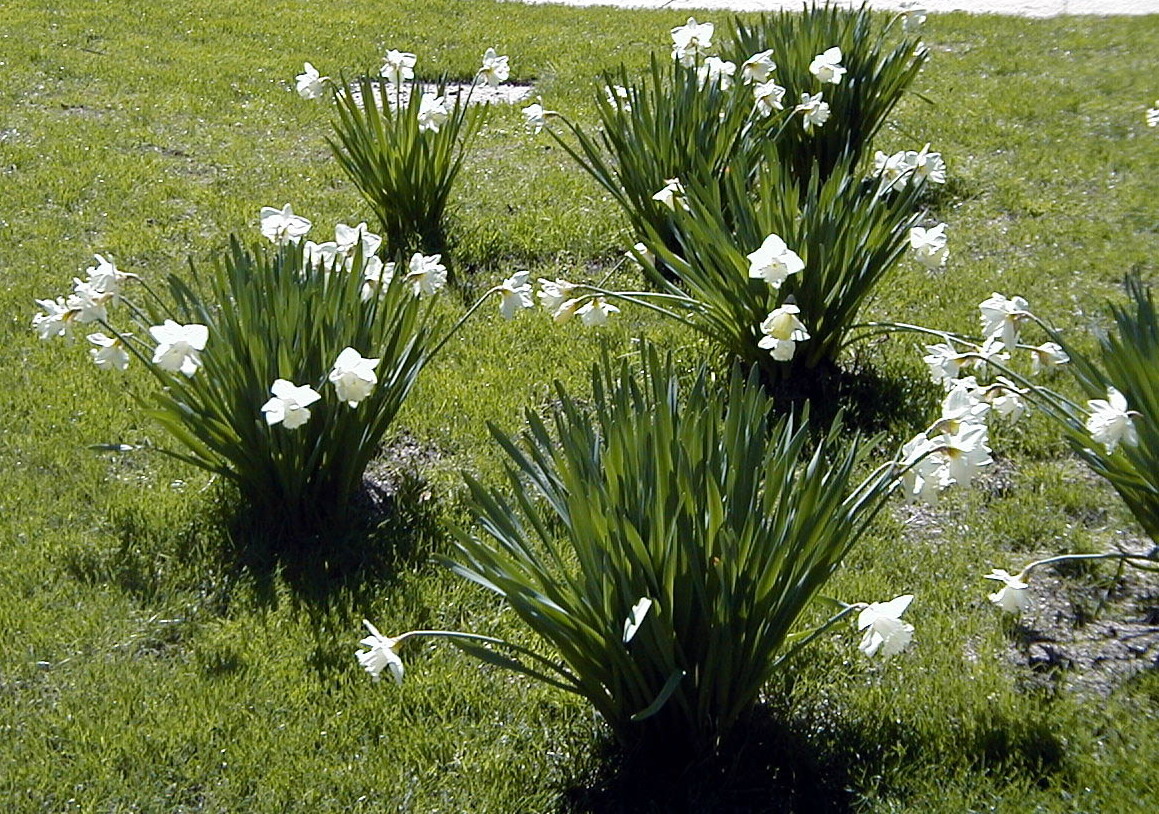
Grupo 1, N. 'Mount Hood'
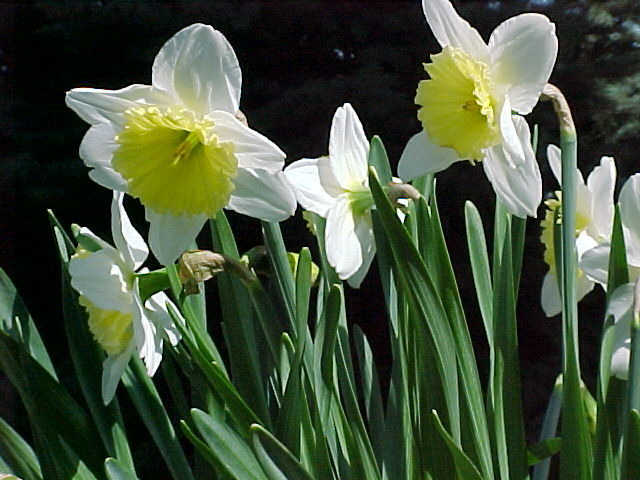
Grupo 2, N. 'Ice Follies'
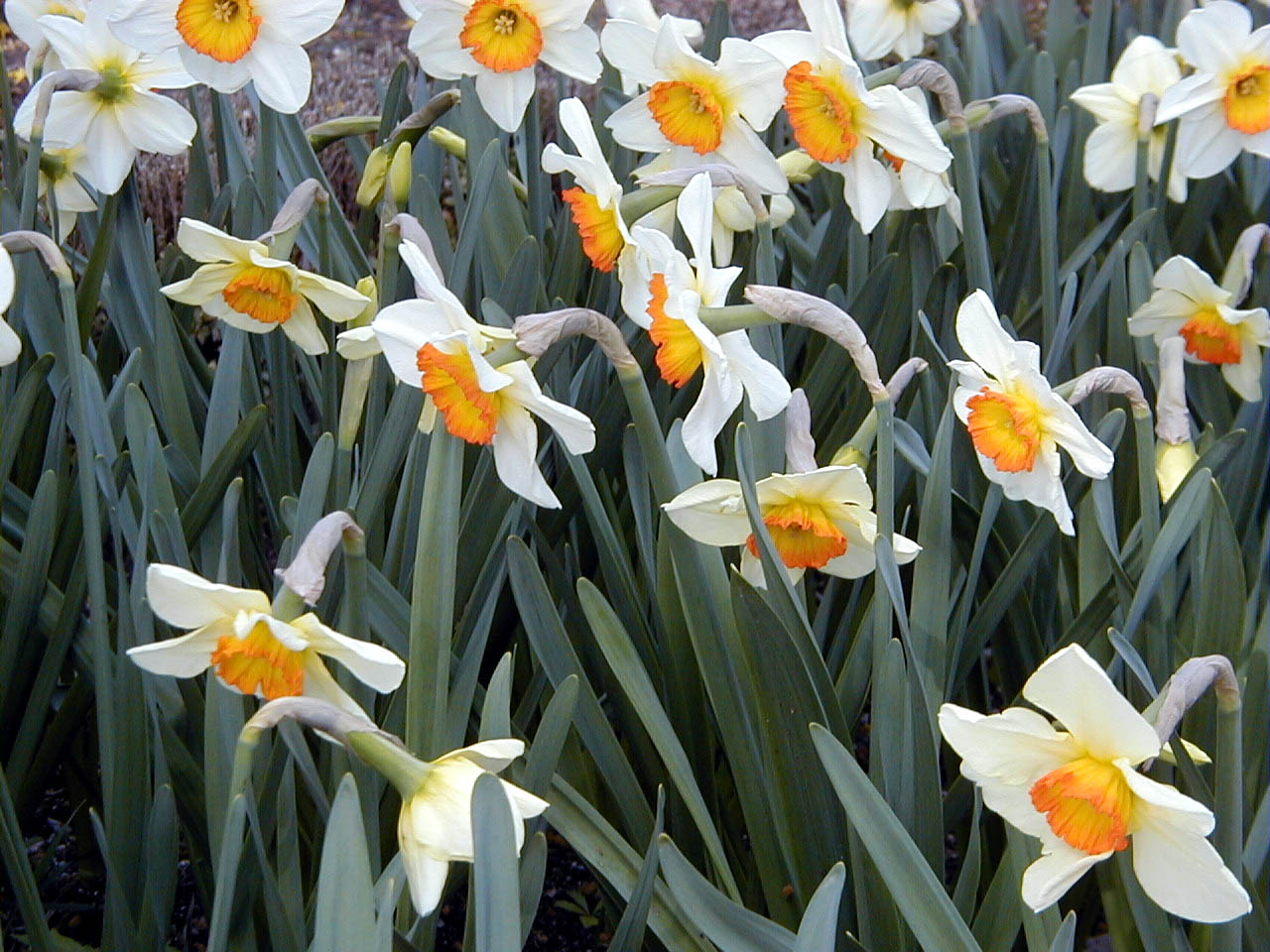
Grupo 2, N. 'Flower Record'
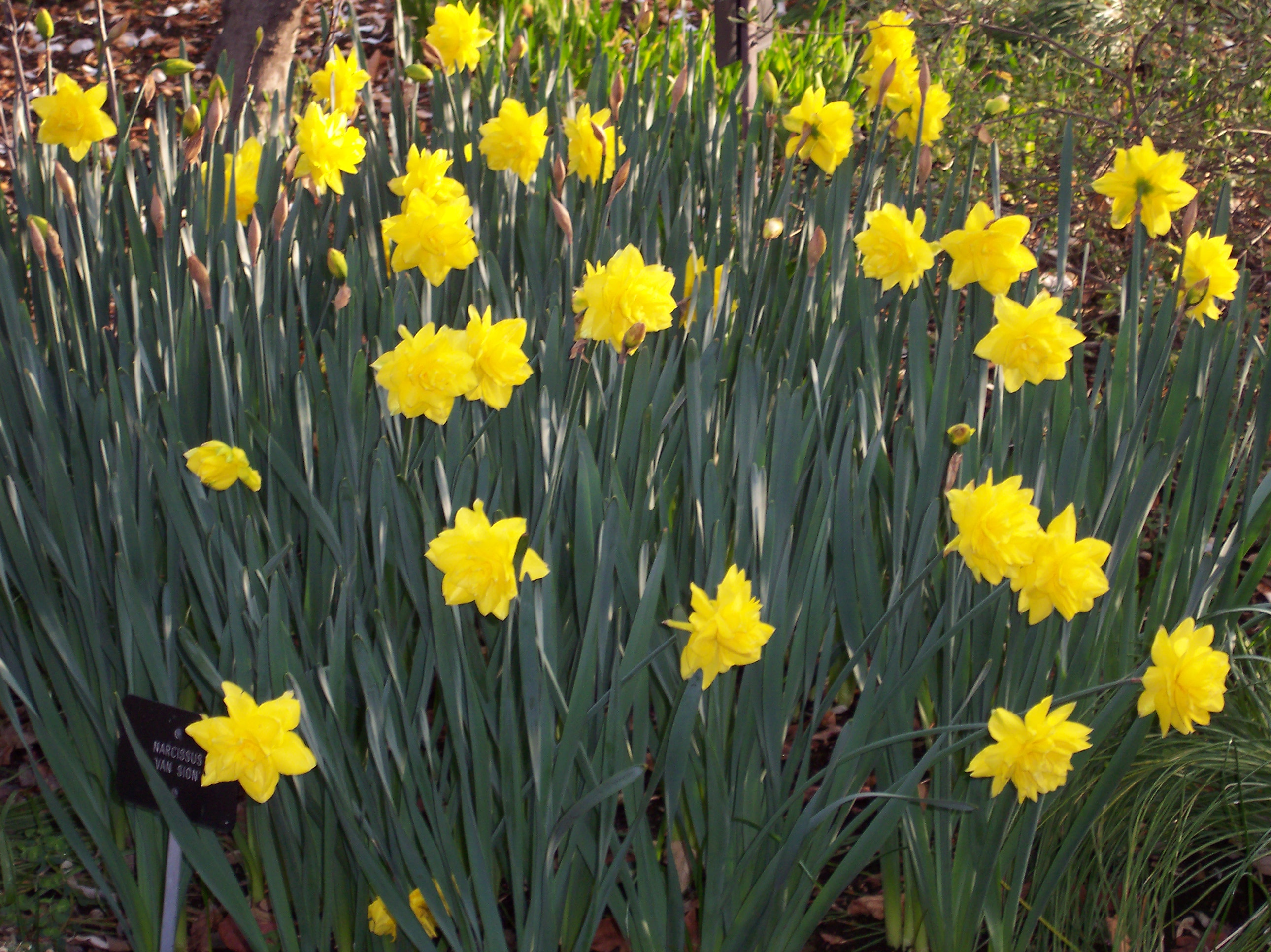
Grupo 4, Narcissus 'Van Sion'
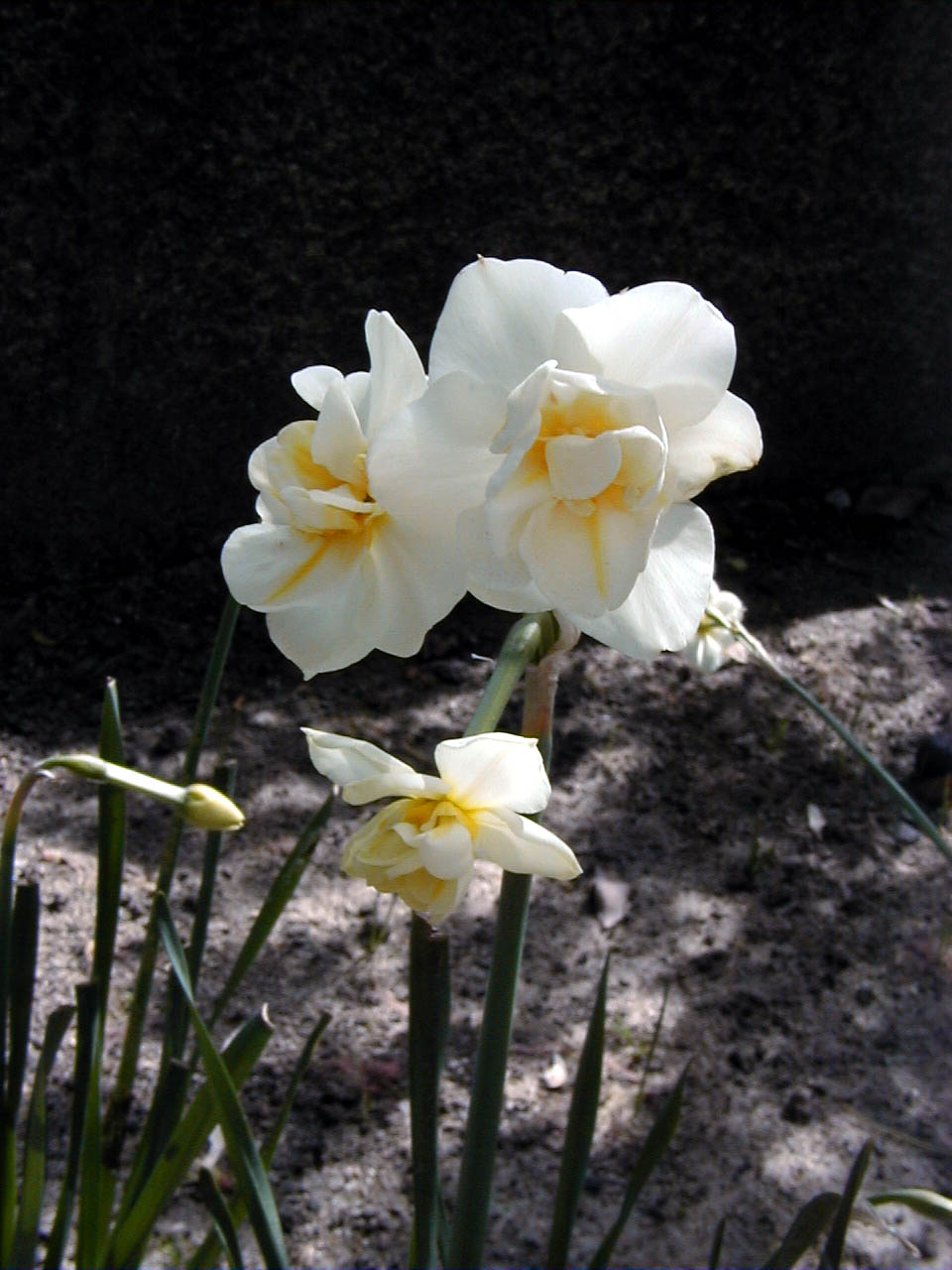
Grupo 4, Narcissus 'Cheerfulness'
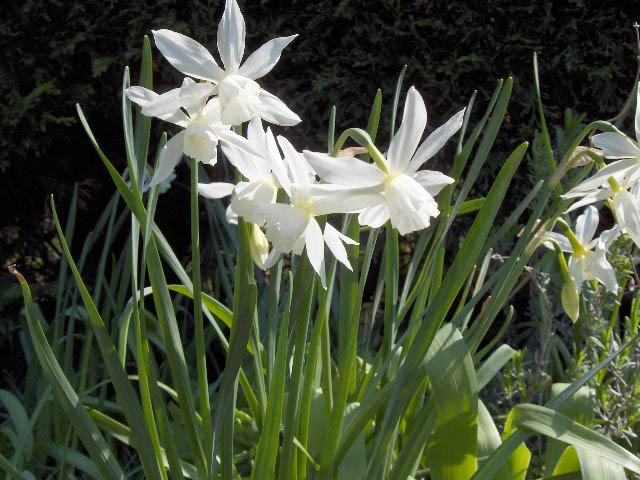
Grupo 5, Narcissus 'Thalia'
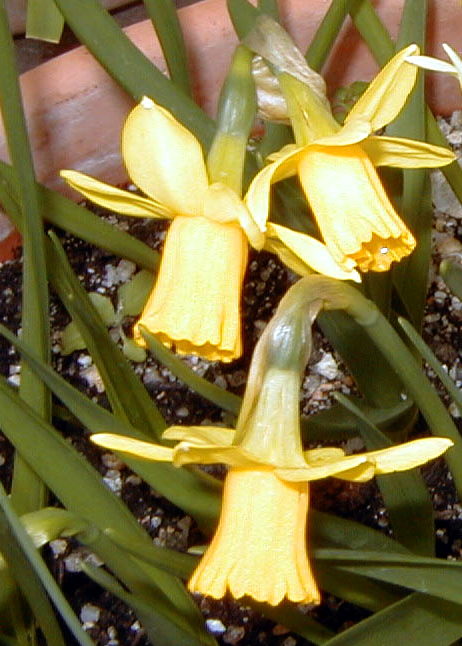
Grupo 6, Narcissus 'Tete-a-Tete'
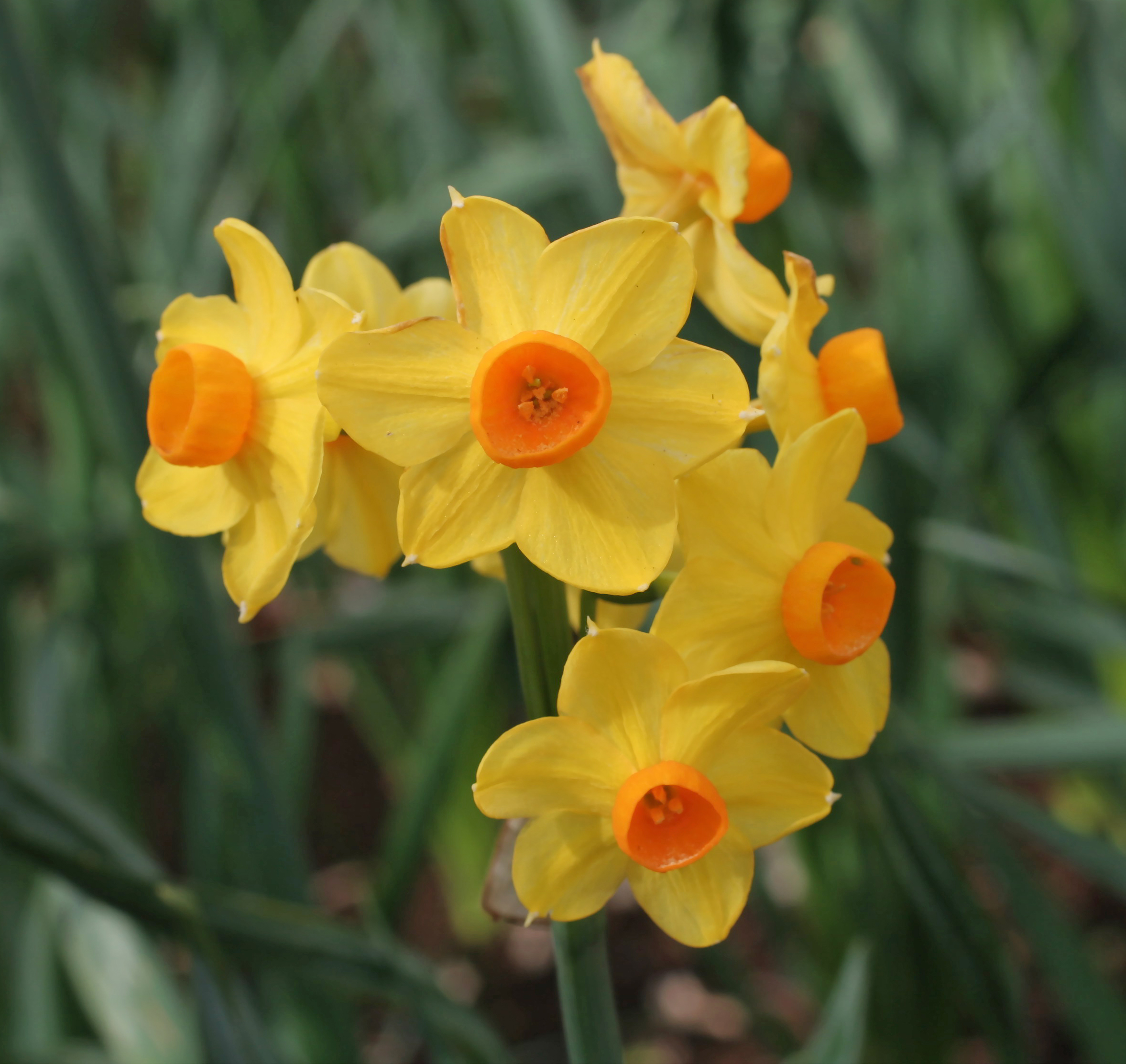
Grupo 8, Narcissus 'Grand Soleil d'Or'
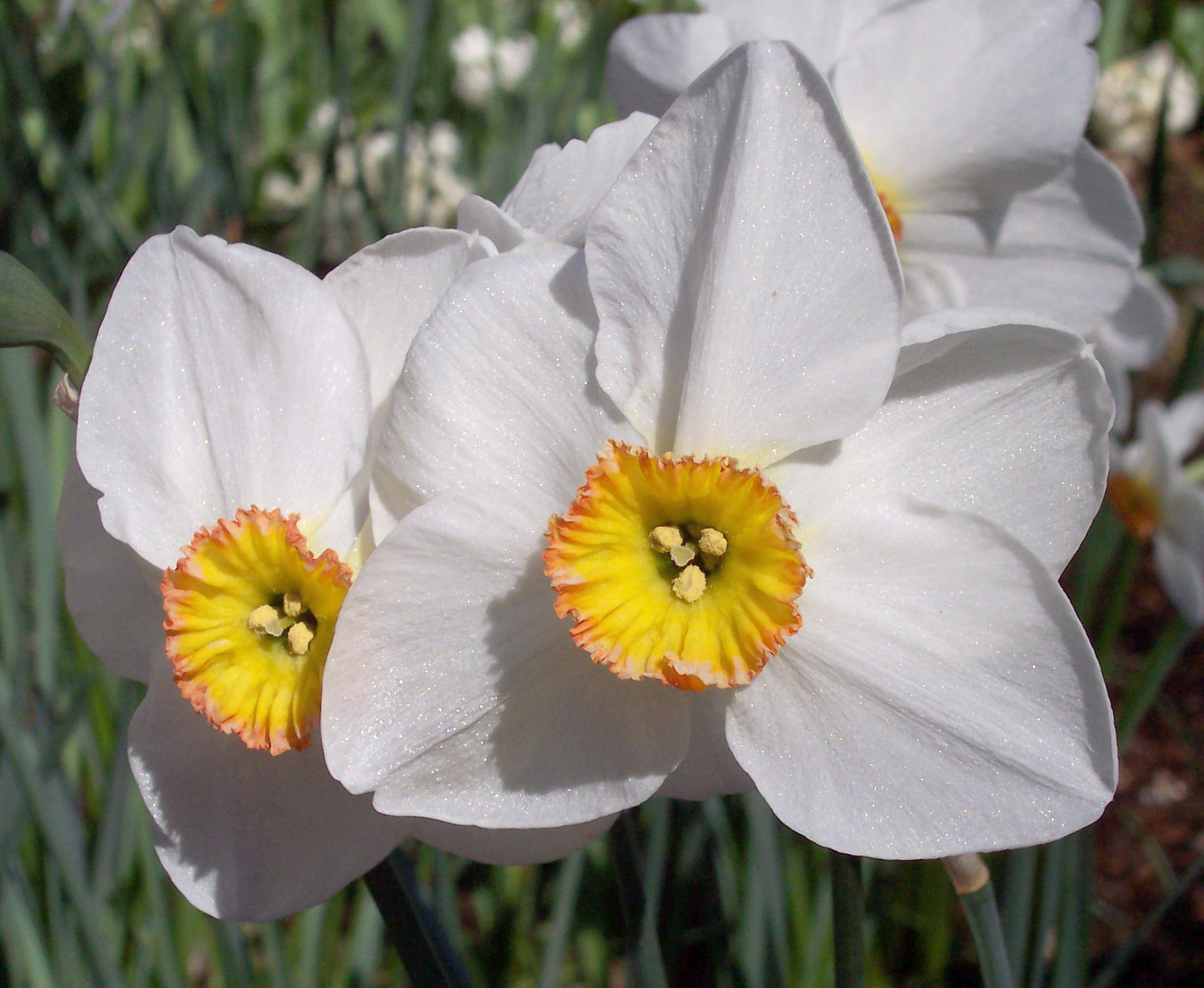
Grupo 9, Narcissus 'Actaea'
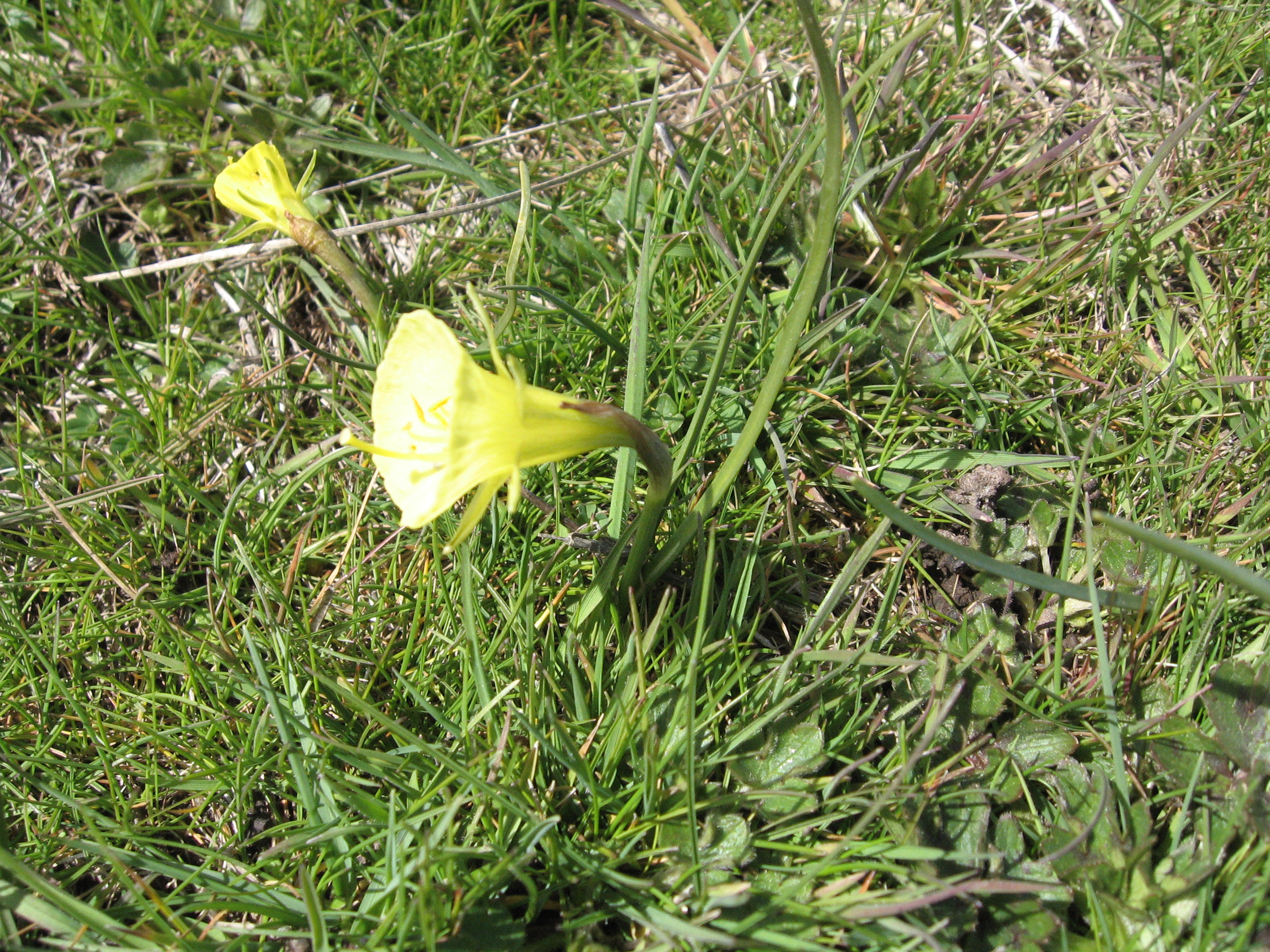
Grupo 10, Narcissus bulbocodium subsp. graellsii
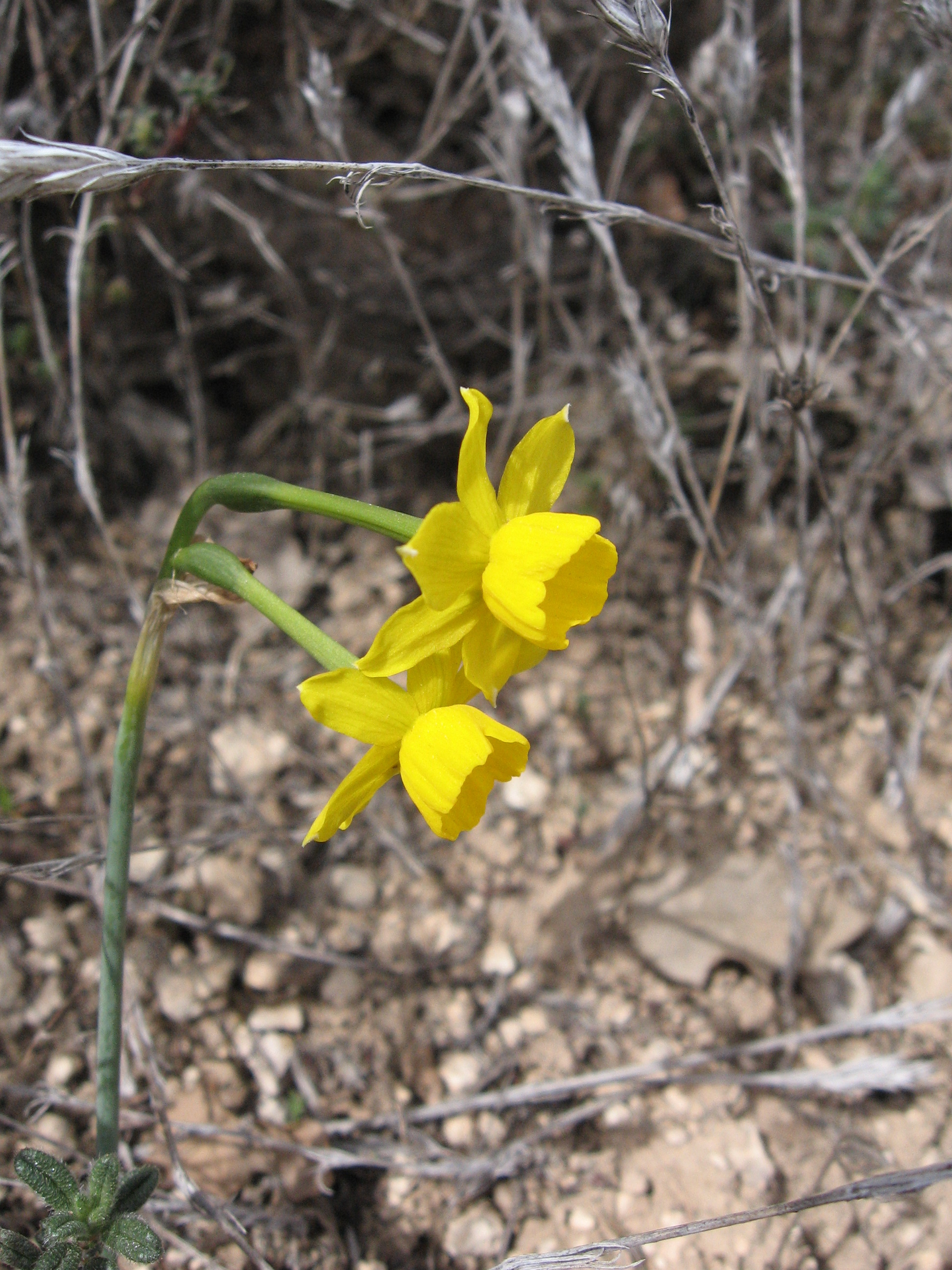
Grupo 11, Narcissus assoanus
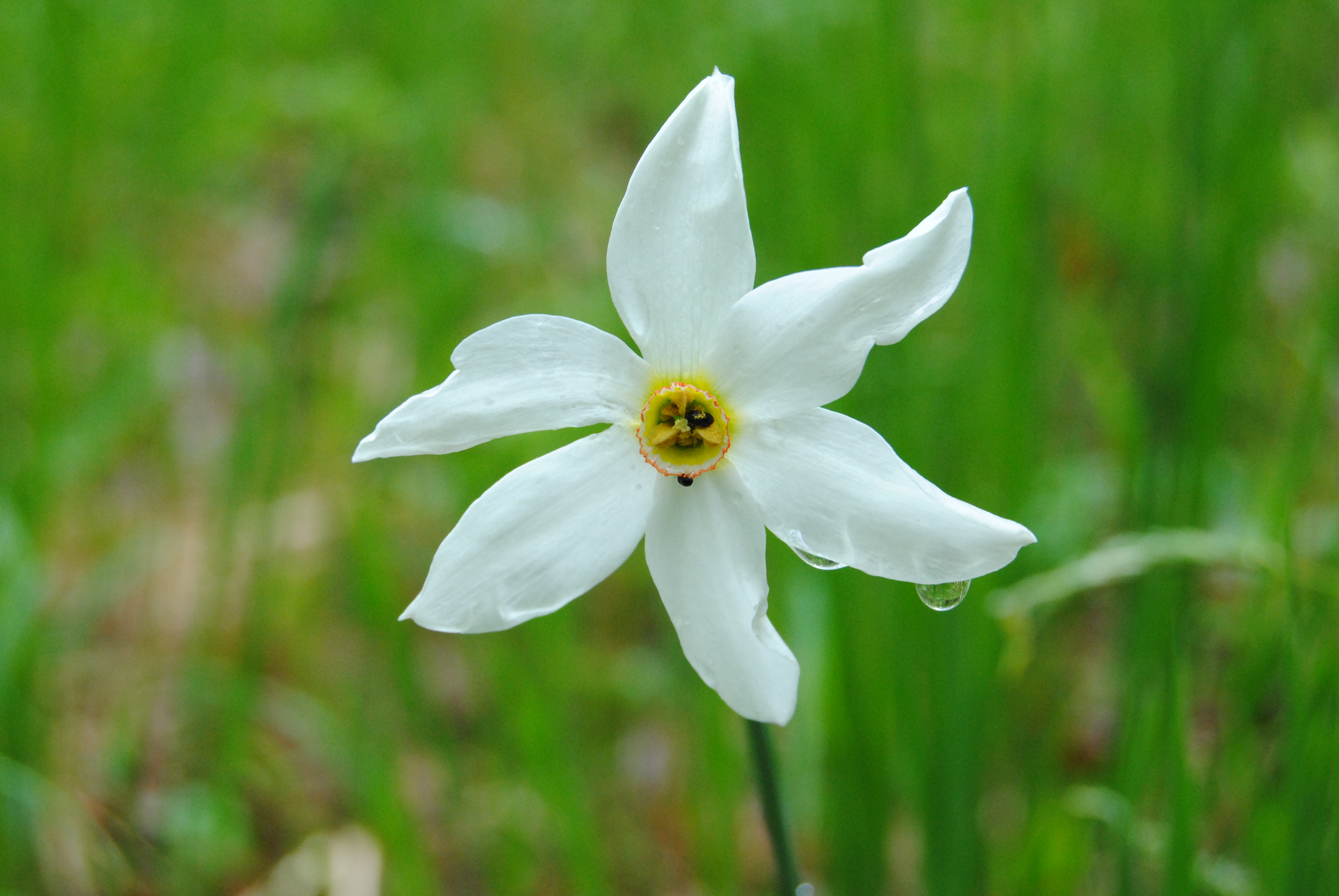
Narcissus poeticus
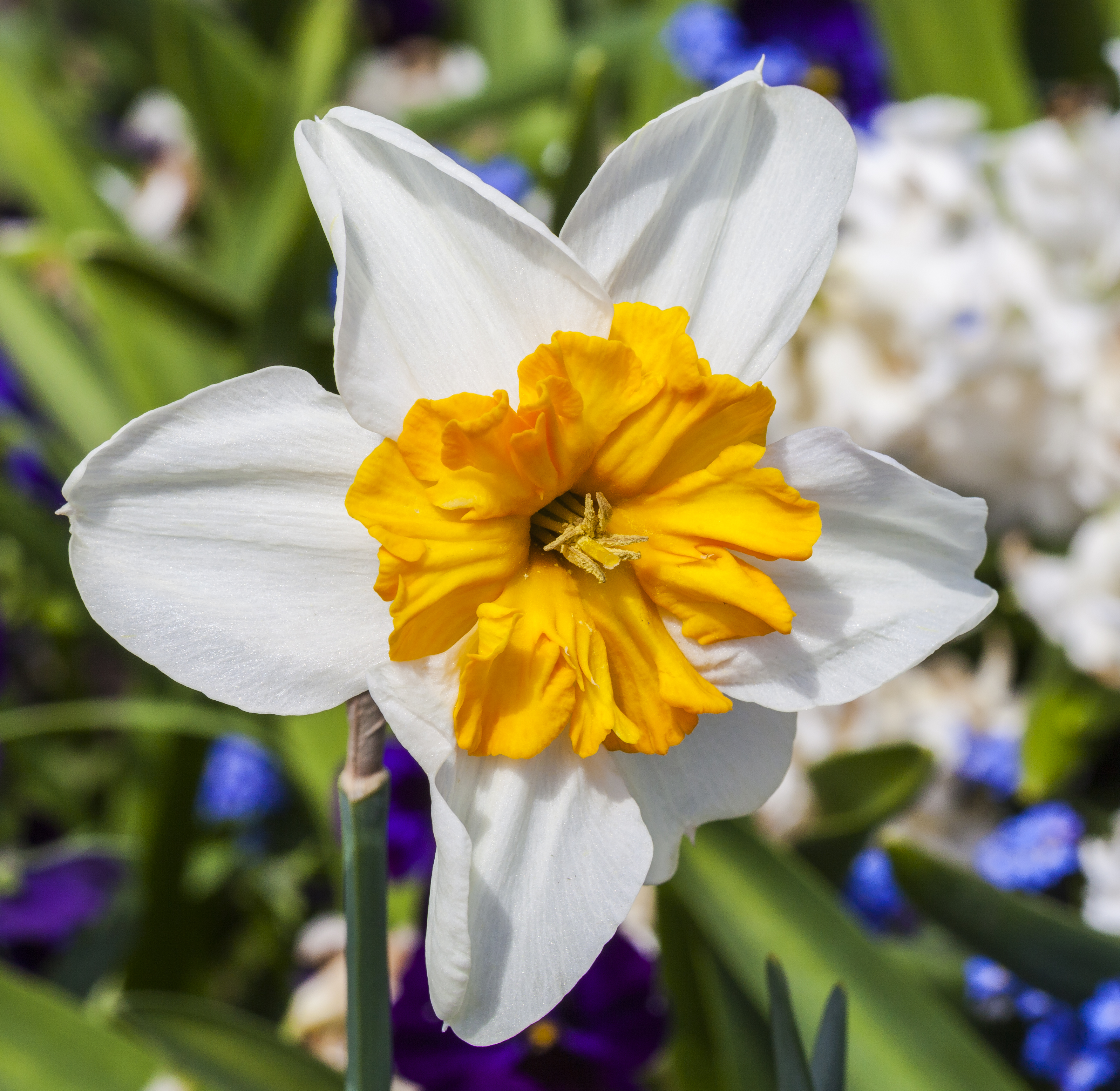
Narcissus 'Barrett Browning'
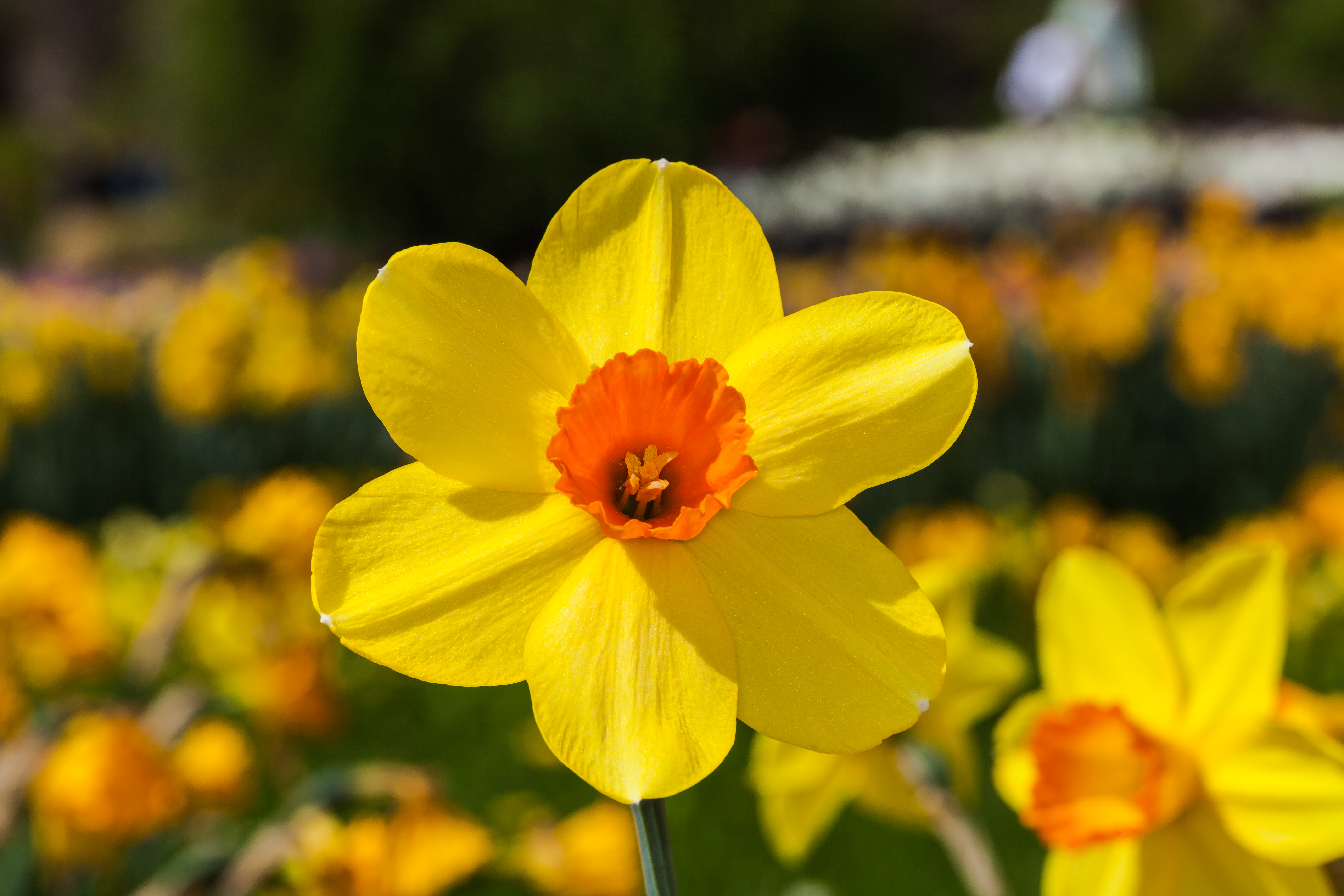
Narcissus 'Red Devon'

## Secciones botánicas
- Sect. Apodanthi

Especies: N. albimarginatus, N. calcicola, N. cuatrecasasii, N. marvieri, N. rupicola, N. scaberulus y N. watieri.
- Sect. Aurelia

Una sola especie: N. broussonetii.
- Sect. Bulbocodii

Especies: N. blancoi, N. bulbocodium, N. cantabricus, N. hedraeanthus, N. obesus, N. romieuxii, etc.
- Sect. Cyclaminei

Una sola especie: N. cyclamineus.
- Sect. Chloraster

Una sola especie: N. viridiflorus.
- Sect. Ganymedes

Una sola especie: N. triandrus.
- Sect. Jonquillae

Especies: N. assoanus, N. cerrolazae, N. baeticus, N. fernandesii, N. gaditanus, N. jonquilla y N. willkommii.
- Sect. Narcissus

Una sola especie: N. poeticus.
- Sect. Perezlarae

Una sola especie: N. perezlarae.
- Sect. Pseudonarcissi

Especies: N. bicolor, N. confusus, N. longispathus, N. minor, N. moschatus, N. muñozii-garmendiae, N. nevadensis, N. perez-chiscanoi, N. pseudonarcissus, etc.
- Sect. Serotini

Especies: N. elegans y N. serotinus.
- Sect. Tapeinanthus

Una sola especie: N. cavanillesii.
- Sect. Tazettae

Especies: N. dubius, N. papyraceus, N. tazetta, N. tortifolius, etc.

## Especies
- Narcissus albescens Pugsley 1933
- Narcissus albimarginatus D.Müll.-Doblies & U.Müll.-Doblies 1989
- Narcissus alcaracensis S. Ríos, D.Rivera, Alcaraz & Obón 1999
- Narcissus assoanus Dufour 1830
- Narcissus asturiensis (Jord.) Pugsley
- Narcissus baeticus Fern.Casas 1982
- Narcissus bicolor L. 1762
- Narcissus blancoi Barra & G. López 1992
- Narcissus broussonetii Lag. 1816
- Narcissus bugei (Fern.Casas) Fern.Casas 1986
- Narcissus bulbocodium L. 1753
- Narcissus calcicola Mendonça 1930
- Narcissus cantabricus DC. 1882
- Narcissus caucasicus (Fomin) Gorschk. 1935
- Narcissus cerrolazae Ureña 1994
- Narcissus confusus Pugsley 1933
- Narcissus cuatrecasasii Fern.Casas, M. Laínz & Ruíz Rejón 1973
- Narcissus cyclamineus DC. 1815
- Narcissus dubius Gouan 1773
- Narcissus elegans (Haw.) Spach 1841
- Narcissus enemeritoi (Sánchez-Gómez et al.) Sánchez-Gómez, A.F.Carrillo, A. Hernández González, M.A. Carrión & Güemes 1998
- Narcissus eugeniae Fern.Casas 1982
- Narcissus fernandesii Pedro 1947
- Narcissus gaditanus Boiss. & Reut. 1859
- Narcissus hedraeanthus (Webb & Heldr.) Colmeiro 1889
- Narcissus jonquilla L. 1753
- Narcissus longispathus Pugsley 1933
- Narcissus major Curtis 1788
- Narcissus marvieri Jah. & Maire 1925
- Narcissus minor L. 1762
- Narcissus munozii-garmendiae Fern.Casas 1981
- Narcissus nevadensis Pugsley 1933
- Narcissus nivalis Graells 1854
- Narcissus obsoletus (Haw.) Spach 1846
- Narcissus orientalis L.
- Narcissus pachybolbus Durieu 1846
- Narcissus papyraceus Ker Gawl. 1806
- Narcissus perez-chiscanoi Fern.Casas 1987
- Narcissus perezlarae Font Quer 1927
- Narcissus poeticus L. 1753
- Narcissus primigenius (Fern. Suárez ex M. Laínz) Fern.Casas & Laínz 1986
- Narcissus pseudonarcissus L. 1753
- Narcissus romieuxii Braun-Blanq. & Maire 1922
- Narcissus rupicola Dufour 1830
- Narcissus scaberulus Henriq. 1888
- Narcissus serotinus L. 1753
- Narcissus sexfidus J.St.-Hil. 1809
- Narcissus tazetta L. 1753
- Narcissus tortifolius Fern.Casas 1977
- Narcissus tortuosus Haw. 1803
- Narcissus triandrus L. 1762
- Narcissus varduliensis Fern.Casas & Uribe-Ech. 1988
- Narcissus viridiflorus Schousb. 1800
- Narcissus watieri Maire 1921
- Narcissus willkommii (Sampaio) A.Fernandes 1966

## Híbridos naturales
- Narcissus x abilioi Fern.Casas
- Narcissus x araniensis Fern.Casas
- Narcissus x bakeri K.Richt.
- Narcissus x buxtonii K.Richt.
- Narcissus x dordae Fern.Casas, 1999
- Narcissus x incomparabilis Mill.
- Narcissus x intermedius Loisel.
- Narcissus x laetus Salisb.
- Narcissus x magnenii Rouy
- Narcissus x martinoae Nava & Fern.Casado, 1991
- Narcissus x medioluteus Mill.
- Narcissus x montielanus (Barra & G. López) Barra & G. López, 1992
- Narcissus x montserratii Fern.Casas & Rivas Ponce, 1988
- Narcissus x odorus L. - narciso oloroso[25]
- Narcissus x paedagogorum Nava & Fern.Casado, 1991
- Narcissus x ponsii-sorollae Fern.Casas, 1983
- Narcissus x pyrenaicus Dorda, Rivas Ponce & Fern.Casas, 1991
- Narcissus x raianus A.Fernandes, T.Leitao & Aguiar, 1992
- Narcissus x romoi Fern.Casas, 1993
- Narcissus x sampaianus A.Fern. 1992 [1993]
- Narcissus x souliei  Guétrot
- Narcissus x susannae nm. montielanus Barra & G. López
- Narcissus x tenuior Curtis
- Narcissus x xaverii Fern.Casado, 1991

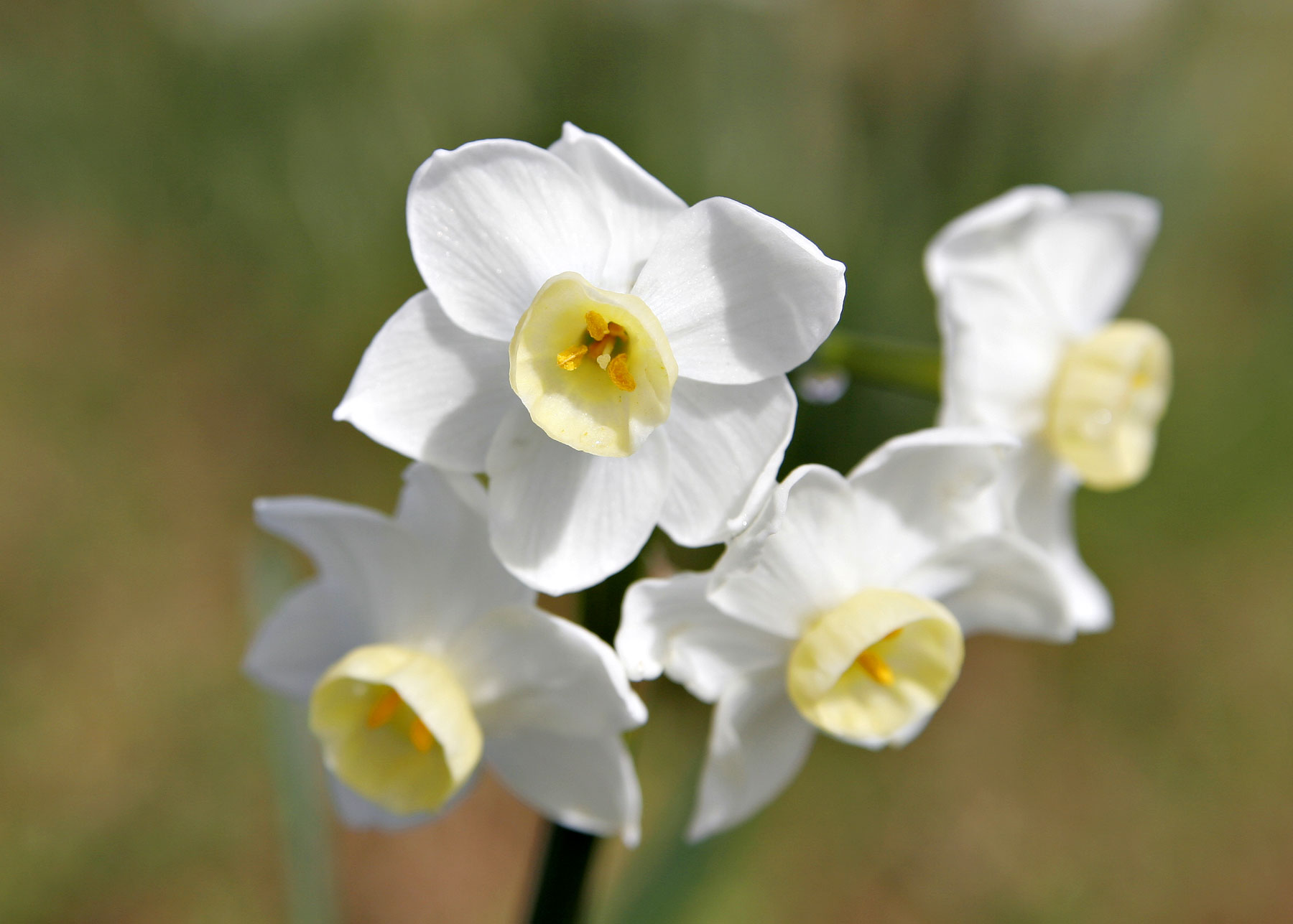
Narcissus tazetta
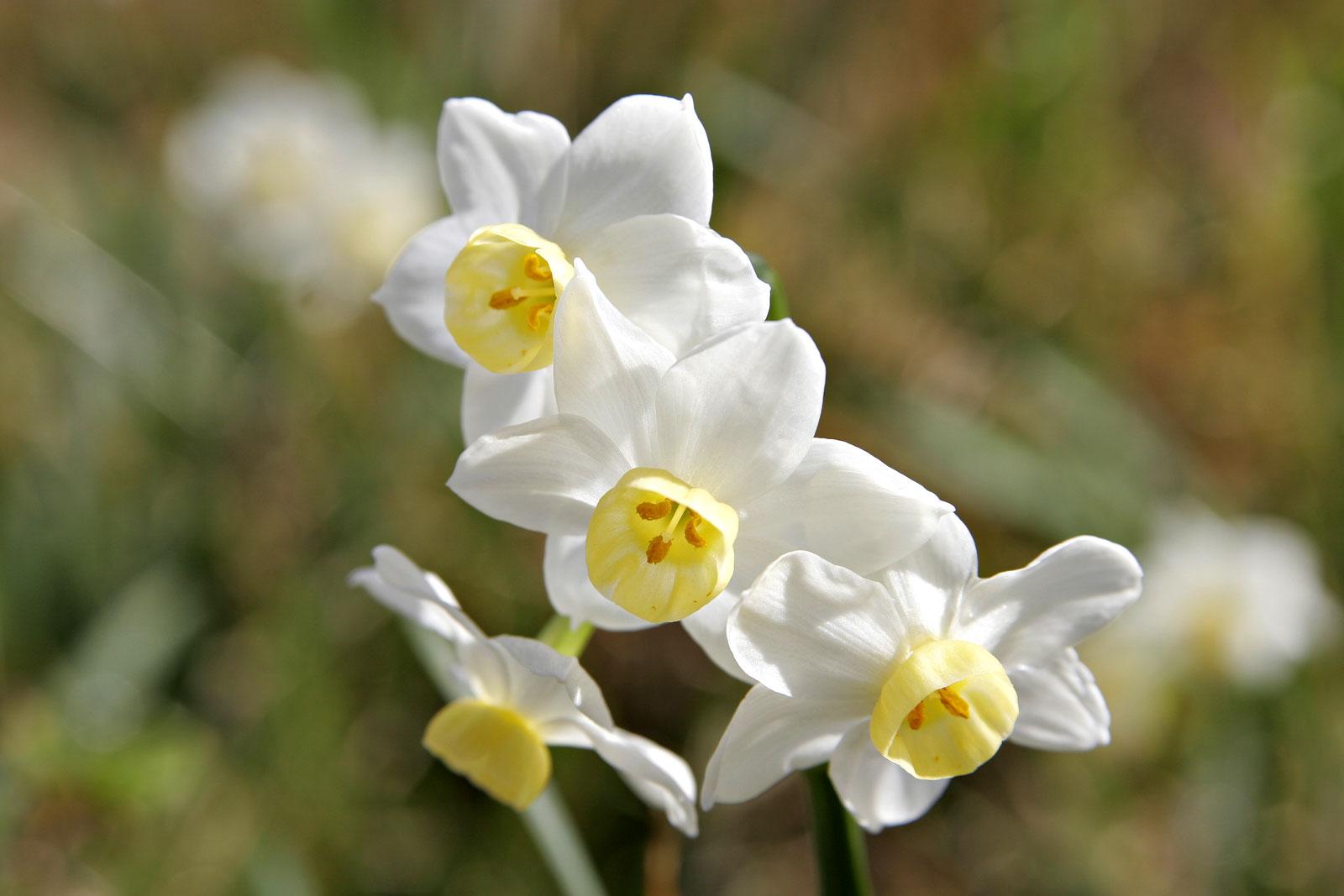
Narcissus tazetta
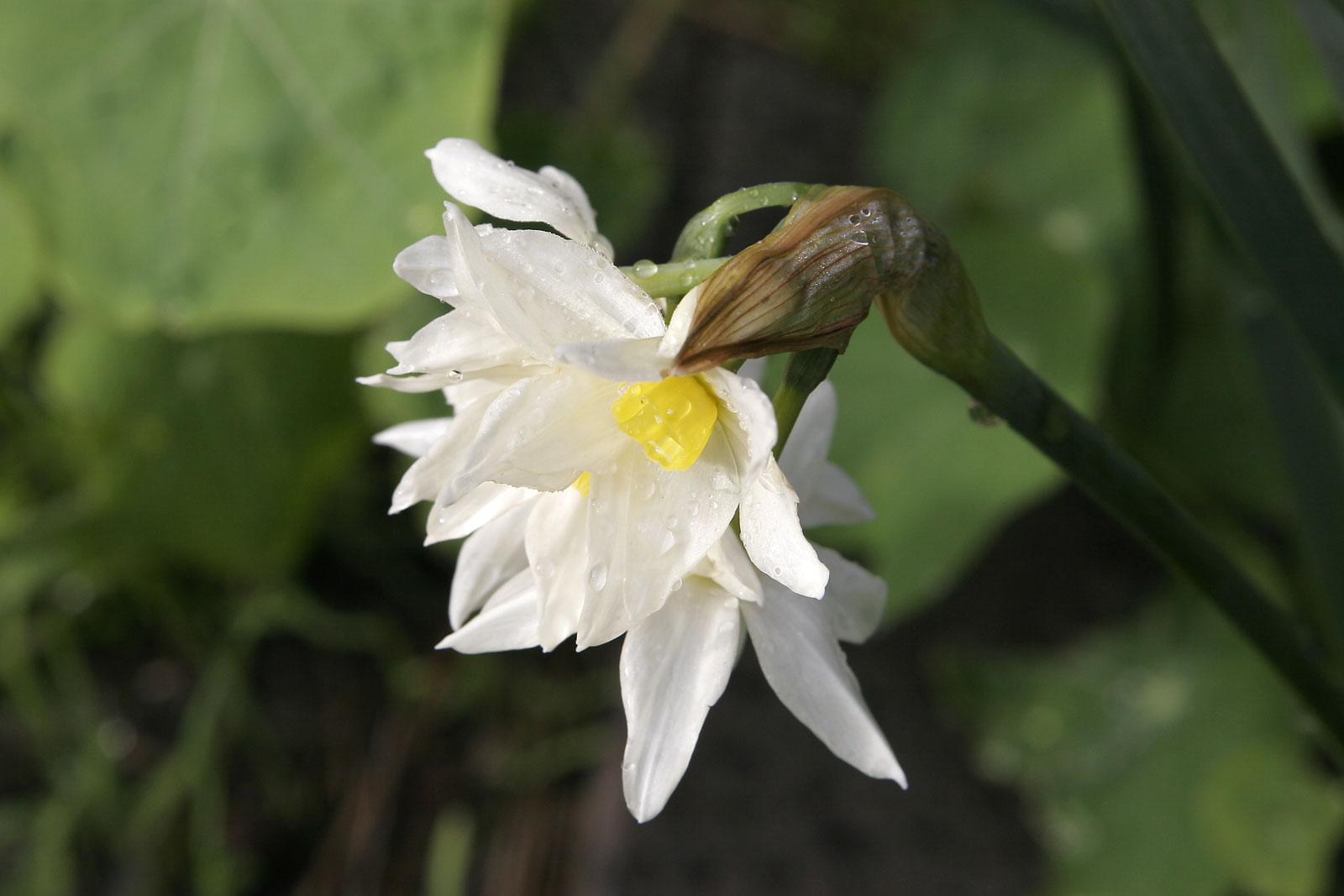
Narcissus tazetta
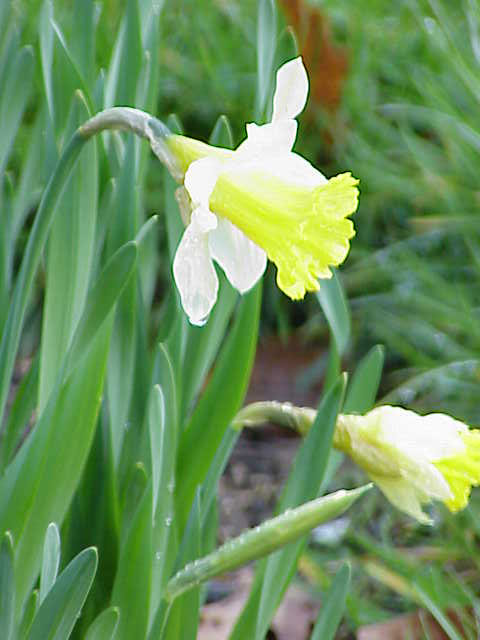
Narcissus pseudonarcissus
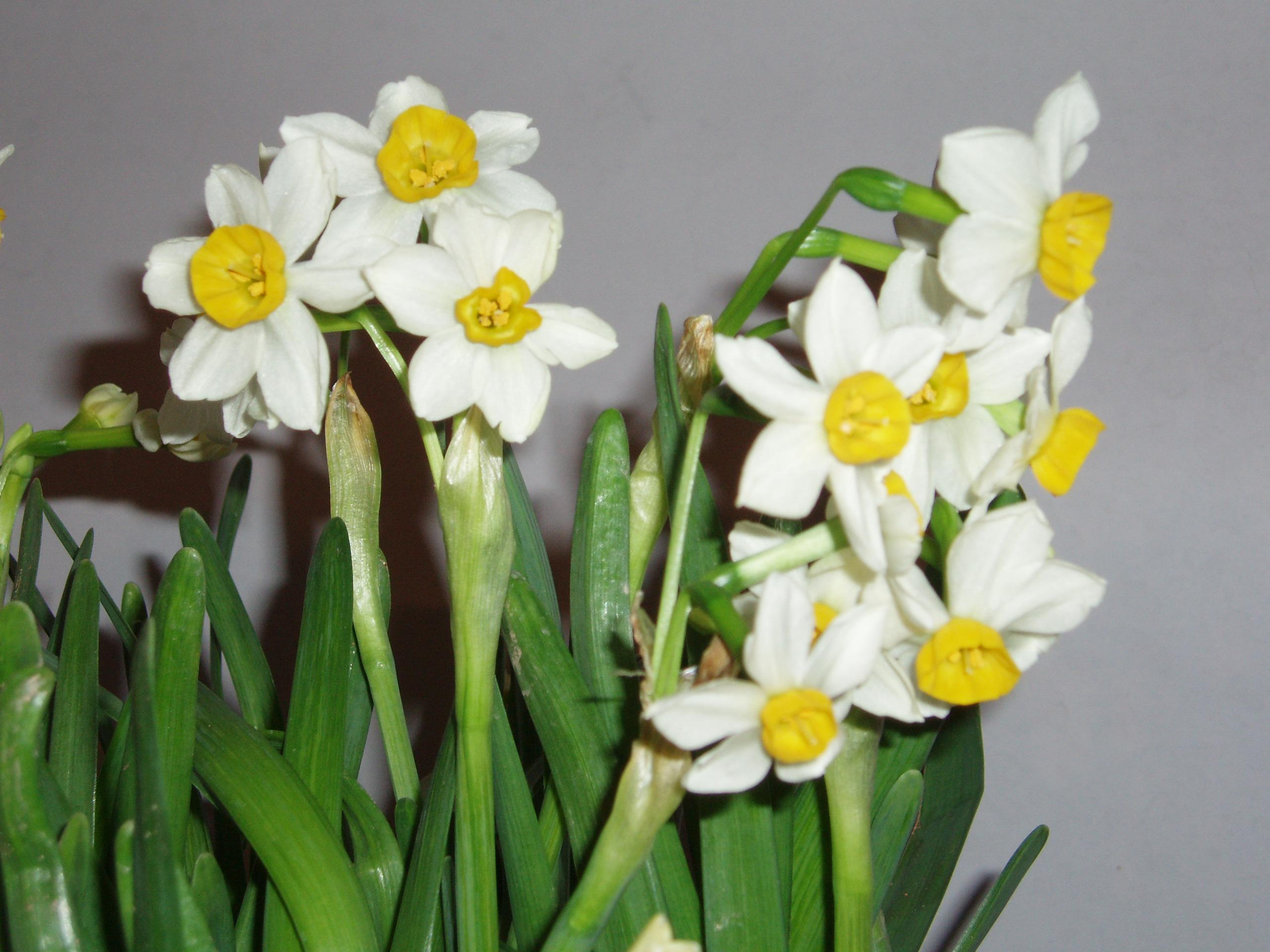
Narcissus tazetta
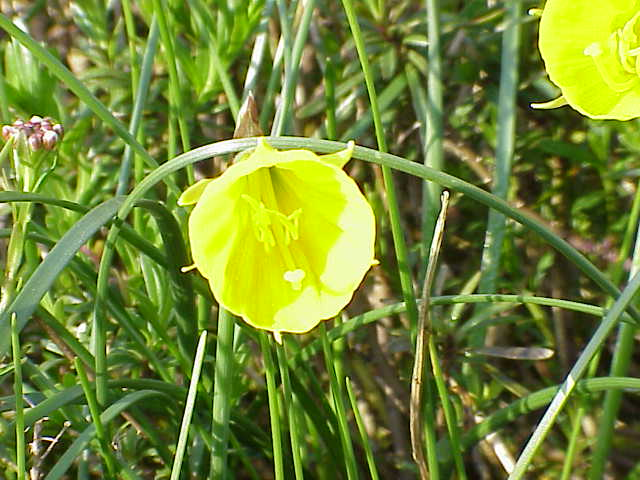
Narcissus bulbocodium
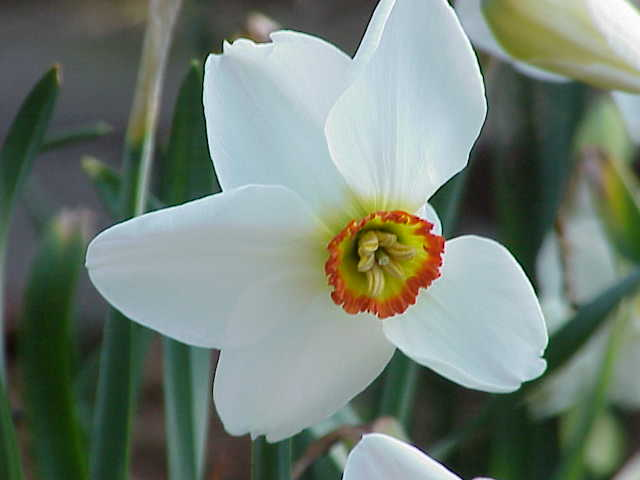
Narcissus poeticus 'Actaea'